# Rathenaustraße 9a (Quedlinburg)

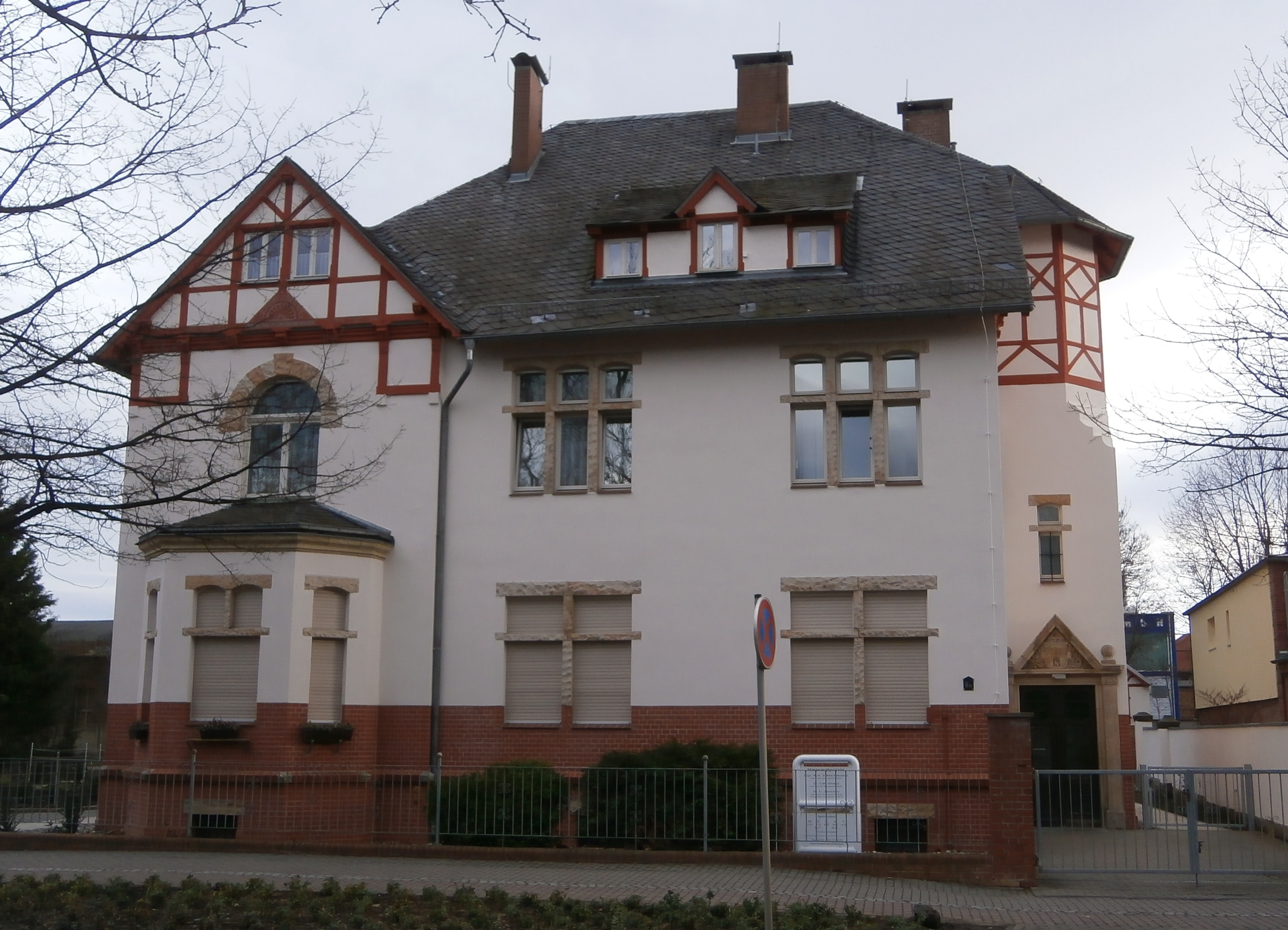
Haus Rathenaustraße 9a

Das Haus Rathenaustraße 9a ist ein denkmalgeschütztes Gebäude in der Stadt Quedlinburg in Sachsen-Anhalt.

## Lage
Es befindet sich südlich der historischen Neustadt Quedlinburgs, auf der Südseite der Rathenaustraße und ist im Quedlinburger Denkmalverzeichnis als Wohnhaus eingetragen.

## Architektur und Geschichte
Das zweigeschossige Gebäude ist in der Art einer Villa gestaltet. Es entstand im Jahr 1903 und zitiert die lokale Bautradition im Fachwerkbau. Darüber hinaus finden sich neogotische Elemente.